# Дихес, Даниэль
Даниэль Дихес Гарсиа (род. 17 января 1981, Мадрид) — испанский актёр, певец, участник Евровидения-2010 в Осло от Испании, занявший там 15-е место.

## Биография
Даниэль Дихес родился 17 января 1981 года в Алькала де Энарес, Мадрид. Изучал театральное искусство в «Estudio de Actores», учебном центре «Gina Piccirilli» и музыкальном театре «Memory», а также закончил ряд курсов с Фернандо Пиернасом, Эмилией Масер, Рене Перейрой и Эвой Лесмес.
Начал свою карьеру в театре TELA в родном городе, также в успехе ему помогли съёмки в телевизионных рекламах. Снимался в детской программе «Club Megatrix» (1995) и молодёжном сериале «Nada es para siempre», в котором исполнил роль Gato (свыше 275 серий, 1999—2000).
Помимо этого, он принял участие в популярных шоу «Ana y los siete», «Hospital Central» и «Aqui no hay quien viva» (где исполнил роль DJ Gayumbo), а также в программе «Max Clan» (2004), где сыграл Max’а.
В 2005 году снялся в телесериале «Agitacion + IVA», а позднее вернулся в театр, где исполнил роли Colate в «En tu fiesta me cole» и Mario в «Hoy no me puedo levantar».
В 2007 году сыграл Galileo в мюзикле по песням группы Queen «We Will Rock You». В 2008 году исполнил роль Troy в «High School Musical». Также, Даниэль Дихес исполнял роль Sky в мюзикле «Mamma Mia!» и работал над дебютным альбомом.
В 2009 году он получил Национальную театральную премию за лучшую мужскую роль в мюзикле; данная культурная Премия присуждается ежегодно в Национальном институте театрального искусства и музыки.

## Евровидение
Даниэль является представителем Испании на конкурсе песни Евровидение-2010 с песней «Algo pequeñito» (рус. Что-то крохотное). Песню написал Хесус Каннадилас, а организовал и подготовил Алехандро де Пинедо. Вальс имел в сотрудничестве с Давидом в Велардо, хор и три танцовщицы, первоначальная постановка были продиктованы историей «Стойкий оловянный солдатик», и находилась в первой десятке в голосовании на сайте RTVE, что дало ему право на участие в испанском финале.
Песня заняла на конкурсе 15-е место.

## Испорченное выступление
Даниель, в финале конкурса Евровидение-2010 выступал под номером 2. Во время исполнения песни на сцену вырвался один из зрителей и принял непосредственное участие в выступлении, испортив этим номер.
Этим зрителем оказался Jimmy Jump (Жауме Маркет-и-Кот), который уже не раз был замечен в разных беспорядках данного плана.
Делегация Испании не отрицает тот факт, что этот конфуз спланирован непосредственно соперниками Даниэля по конкурсу. Однако так это или нет, все ещё остается тайной. И хотя сам незнакомец утверждает, что политической подоплёки в его действии не было. Его поступок принимается как хулиганство. Как сообщают организаторы Евровидения, «фанат смог проникнуть через охрану, зайти на сцену и помешать выступлению в течение нескольких секунд».
Даниэль был сильно расстроен выходкой незнакомца. И попросил организаторов конкурса позволить выступить ему ещё раз. Ему разрешили. После того, как все все конкурсанты выступили, Даниель снова вышел на сцену и исполнил свой номер.

## Дискография
- «Algo pequeñito» — май 2010